# Anillos de Saturno

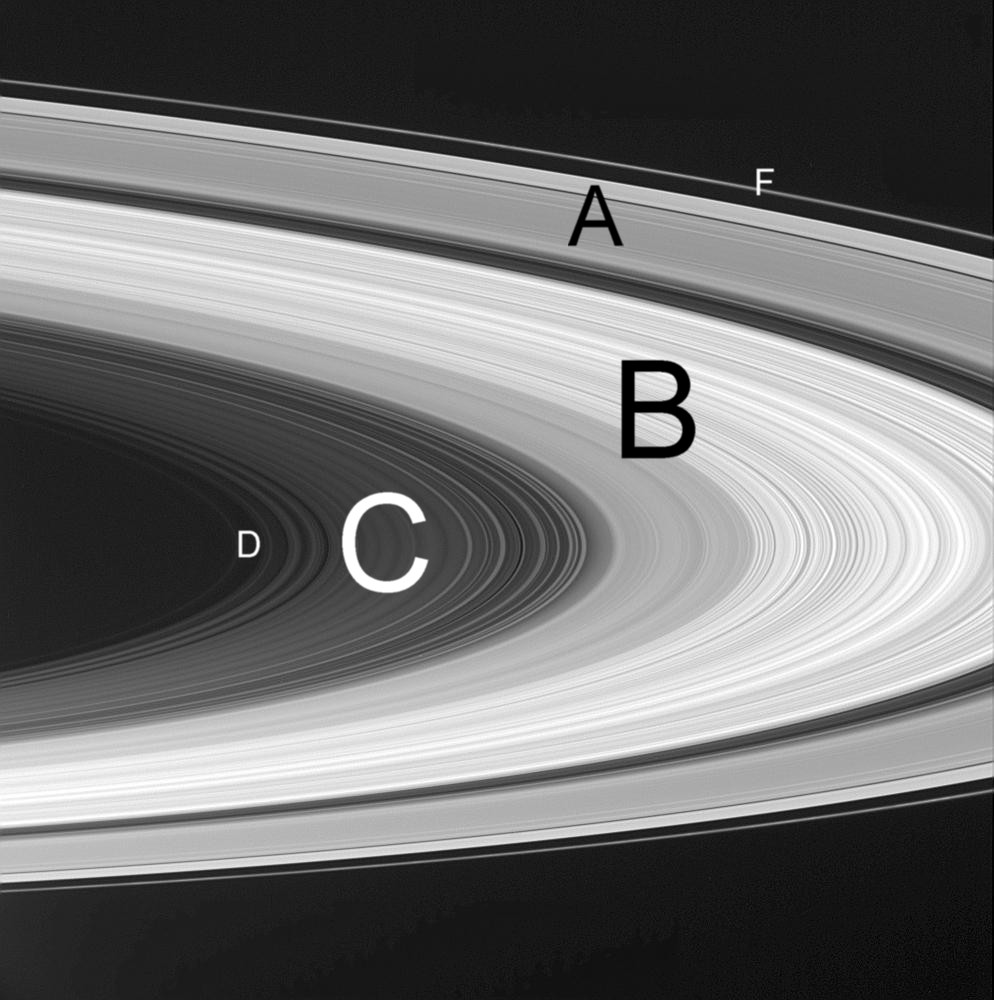
Anillos de Saturno. Hay etiquetas en los más importantes.

Los anillos de Saturno son un sistema de 7 anillos planetarios que rodean a ese planeta y fueron observados por primera vez en julio de 1610 por Galileo Galilei. En parte porque las imágenes que daba el recién inventado telescopio eran de mala calidad para aquel entonces, y en parte porque hacía solo unos meses que había descubierto los cuatro mayores satélites de Júpiter, pensó inicialmente que las estructuras borrosas, parecidas a orejas, que había visto eran dos satélites próximos a Saturno. Pronto cambió de opinión. Aquellos "extraños apéndices" no variaban su posición respecto a Saturno de una noche a la siguiente y, además, desaparecieron en 1612. Sucedió que los anillos, compuestos por hidrógeno, helio y sulfuro, habían quedado orientados con su plano según la visual desde la Tierra en 1612 y con ello se habían hecho muy débiles. La geometría de los apéndices dejó perplejos a los astrónomos, hasta el punto de llegarse a proponer que se trataba de asas unidas a Saturno o que constaban de varios satélites en órbita solamente alrededor de la parte posterior de Saturno, por lo que nunca arrojaban sombra sobre el planeta. 
Finalmente, en 1655, Christiaan Huygens sugirió que los apéndices eran el signo visible de un disco de materia delgado y plano, separado del planeta y dispuesto en su plano ecuatorial. Dependiendo de cuáles fueran las posiciones de Saturno y de la Tierra en sus respectivas órbitas alrededor del Sol, la inclinación del disco respecto a la Tierra variaría; de ahí que su apariencia variase también desde la de una delgada línea hasta la de una ancha elipse. El ciclo de los anillos al igual que la órbita del planeta Saturno duraba 29 años.
Durante los dos siglos siguientes se supuso que el disco era una capa continua de materia. Sin embargo no tardaría en plantearse la primera objeción contra la hipótesis. En 1675, Giovanni Cassini halló una oscura banda (la división que lleva su nombre) que separaba el disco en dos anillos concéntricos. 
A finales del siglo XVIII, Pierre-Simon Laplace mostró que bastarían las fuerzas combinadas de la gravedad en el planeta Saturno y la rotación del disco para desgarrar una capa única de materia. En principio, cualquier partícula del disco mantiene su distancia radial desde Saturno porque hay dos fuerzas que se equilibran. La gravedad tira de la partícula hacia dentro; la fuerza centrífuga la empuja hacia fuera. La fuerza centrífuga procede de la velocidad de rotación; de aquí que el disco haya de estar girando. Ahora bien, en el caso de un disco en rotación rígida, las fuerzas se equilibran solamente para una cierta distancia radial. Por ello, Laplace propuso la hipótesis de que los anillos de Saturno estaban formados por muchos anillos delgados, lo suficiente cada uno de ellos para soportar el ligero desequilibrio de fuerzas que aparecería a lo largo de su anchura radial.
El último paso hacia la visión moderna de los anillos se dio en 1857, cuando James Clerk Maxwell ganó el Premio Adams de la Universidad de Cambridge por su demostración matemática de que los anillos delgados estaban formados en realidad por numerosas masas pequeñas que mantenían órbitas independientes. La comprobación experimental de esta hipótesis llegó en 1895, cuando los astrónomos estadounidenses James Edward Keeler y William W. Campbell dedujeron la velocidad de las partículas en los anillos a partir de su desplazamiento Doppler, o modificación de la longitud de onda de las líneas espectrales de la luz del Sol que las partículas reflejan hacia la Tierra. Encontraron que los anillos giraban alrededor de Saturno a una velocidad distinta de la de la atmósfera del planeta. Además, las partes internas de los anillos giraban a mayor velocidad que las externas, según prescribían las leyes de la física para partículas en órbitas independientes.

## Características de los anillos
El cuerpo principal del sistema de anillos de Saturno incluye los brillantes anillos A y B, de escasa opacidad. Hay una distancia entre uno y otro de 4800 km: la división de Cassini, región relativamente transparente, aunque no vacía en absoluto. El cuerpo principal del sistema de Saturno comprende también el anillo C, más débil y menos opaco, que queda dentro del borde interior del anillo B. Tiene un grado de opacidad comparable al de la división de Cassini. El todavía más débil anillo D queda dentro del anillo C. Antes de que los Voyager pasaran por la proximidad de Saturno se había reconocido ya la configuración estructural en los anillos del planeta A, B, C y D, observables desde la Tierra, así como las divisiones de Cassini y de Encke. Tomados en su conjunto, los principales anillos de Saturno (A, B y C) miden unos 275 000 km de anchura anular, lo que representa tres cuartas partes de la distancia que separa la Tierra de la Luna. El anillo A está dividido en dos partes por la división de Encke. 
Las fotografías de los anillos con alta resolución, tomadas por las sondas espaciales Voyager y Cassini aportaron muchas novedades:
- Tres anillos muy pálidos, E, F y G, que quedan fuera del anillo A. En septiembre de 2006 se descubrió otro anillo entre el F y G.
- Aparecieron estrechas regiones anulares de diferente brillo y opacidad, como los surcos del disco de un gramófono.
- Se hallaron, además, desviaciones respecto a la forma circular.
- Aparecen nudos, trenzados y torcimientos en el anillo F.
- El anillo A presenta un brillo uniforme frente al anillo B que presenta variaciones a lo largo de sus distancias radiales.
- En la parte exterior del anillo A existe un auténtico cinturón de «microlunas», cuyo tamaño oscila desde el de un camión pequeño al de un estadio.
- En el anillo B había unas perturbaciones orientadas radialmente, en forma de cuña.
- Grupos de bandas causadas por resonancia de satélites.
- Satélites pastores produciendo huecos en los anillos o fijando sus bordes.

La parte del anillo exterior a la división de Encke muestra un débil grupo de bandas. Las bandas están más apretadas hacia la órbita del satélite Prometeo, que se descubrió en las imágenes tomadas por la Voyager 1. Se cree que las bandas se producen por resonancias en el anillo debidas a los efectos gravitatorios del satélite. El borde del anillo A lo mantiene el satélite pastor Atlas.

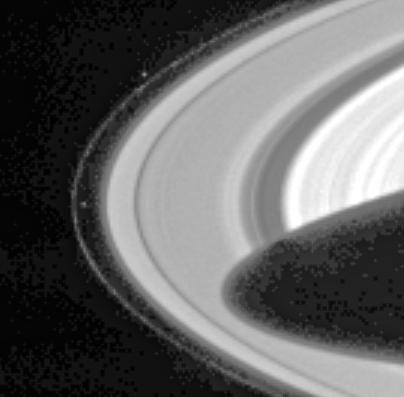
Imagen de Pandora y Prometeo custodiando el anillo F de Saturno.

Además, los satélites Prometeo y Pandora, son los satélites pastores interior y exterior respectivamente que dan forma al anillo F de Saturno que tiene 80 km de anchura. 
La mayoría de los huecos en los anillos de Saturno están causados por la presencia de satélites pastores. Mimas, por ejemplo, es responsable de la existencia del mayor de ellos, la división de Cassini. 
En comparación, el espesor de los anillos de Saturno resulta despreciable. El límite superior de su extensión vertical se ha estimado en alrededor de 1 km. En relación con su anchura, los anillos son miles de veces más delgados que una hoja de afeitar, siendo su anchura mínima unos pocos metros.
Se calcula que la edad de los anillos es muy inferior a la de Saturno, entre 10 y 100 millones de años. Tras un estudio de los datos de la sonda Cassini en lo que los responsables de la misión llamaron Grand Finale, Luciano Iess, principal autor del estudio, afirmó que los anillos tienen una masa de 1.54 × 1019 kg y «medir la masa de los anillos ha permitido estimar la cantidad total de impurezas depositadas y, por tanto, calcular el tiempo necesario para que se acumularan».

## Composición de los anillos
La capacidad de los anillos para reflejar o absorber luz de diferentes longitudes de onda permite deducir información sobre la composición de las partículas de los anillos de Saturno. Por ejemplo, los anillos A, B y C son malos reflectores de la luz del Sol para ciertas longitudes de onda del infrarrojo próximo. Por tratarse de una propiedad característica del hielo, cabe presumir que el hielo es un constituyente importante de las partículas que forman esos anillos. Pero es un hielo de color blanco, lo que significa que es más o menos igualmente reflector para todas las longitudes de onda en el visible. Por el contrario, las partículas de los anillos A, B y C son menos reflectores en luz azul que en luz roja. Quizás hay alguna sustancia adicional presente en pequeñas cantidades; polvo tal vez, que portara óxido de hierro como fuente del color rojizo. También se ha propuesto la hipótesis de que ciertos compuestos generados por la radiación ultravioleta del Sol fueran los responsables del color rojizo.
En 1973, se exploraron los anillos de Saturno con ondas de radar (de longitud de onda del orden de centímetros) cuya reflexión detectaron con la antena de 64 m de la Red de Espacio Profundo en Goldstone, California. La alta reflectividad de los anillos A y B implicaba que la mayoría de las partículas de esos dos anillos eran al menos de un tamaño comparable a la longitud de onda del radar, es decir, del orden de centímetros. Si las partículas hubieran sido menores que las longitudes de onda del radar, habrían resultado transparentes a las ondas de este. Si hubieran sido mucho mayores, se habría apreciado la emisión de radiación térmica. El bajo nivel de tal radiación limita su tamaño a no más de algunos metros.
Los datos de los vehículos espaciales Voyager han confirmado estos descubrimientos. En un tipo de experimento se enviaron radio-ondas desde el vehículo espacial a la Tierra, a través de los anillos, y se midió la potencia difundida por las partículas de los anillos para varios ángulos de desviación respecto al trayecto inicial de las ondas. 
Así como la difusión de las ondas de radar por las partículas en los anillos hace posible detectar partículas del orden del tamaño de la longitud de onda del radar, la difusión de la luz solar permite detectar partículas del tamaño de una longitud de onda de la luz visible. El intenso incremento de brillo de un segmento del anillo, cuando se contempla bajo un ángulo para el que la difusión hacia delante es pequeña, implica que, en ese segmento, abundan las partículas de un micrómetro de magnitud. 
Observación que solo puede acometerse cuando Saturno queda entre el Sol y el observador. Esta condición no se puede cumplir para observaciones verificadas desde la Tierra, pero sí a bordo de un vehículo espacial. Así, los estudios de los datos de los Voyager señalan que las partículas de tamaños del orden de un micrómetro constituyen una proporción grande de las partículas en el anillo F, una proporción apreciable en muchas partes del anillo B y una proporción menor en la parte externa del anillo A. Por otra parte, el anillo C y la división de Cassini no presentan rastros de tales partículas pequeñas.
La difusión de la luz o de alguna otra forma de radiación electromagnética por las partículas de un anillo permite deducir el tamaño de las partículas que abundan en el anillo:
- Difusión de luz de una partícula de tamaño 1/10 de la longitud de onda de la radiación incidente: difunde la luz casi por igual en todas las direcciones.
- Difusión de luz de una partícula de tamaño del orden de la longitud de onda de la radiación incidente: difunde la luz hacia delante.
- Difusión de luz de una partícula de tamaño mayor que la longitud de onda de la radiación incidente: difunde la luz en todos los ángulos, predominando hacia delante.

## Lista de los anillos y divisiones más importantes

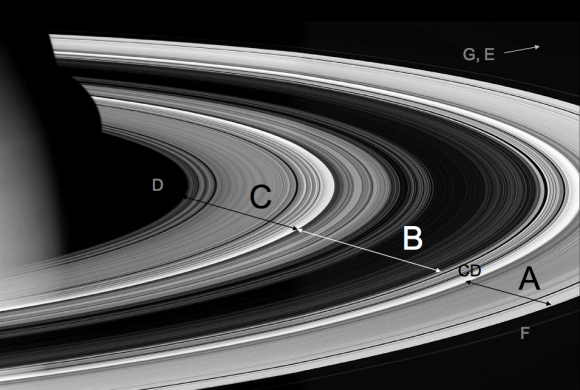
Anillos de Saturno vistos por Cassini.

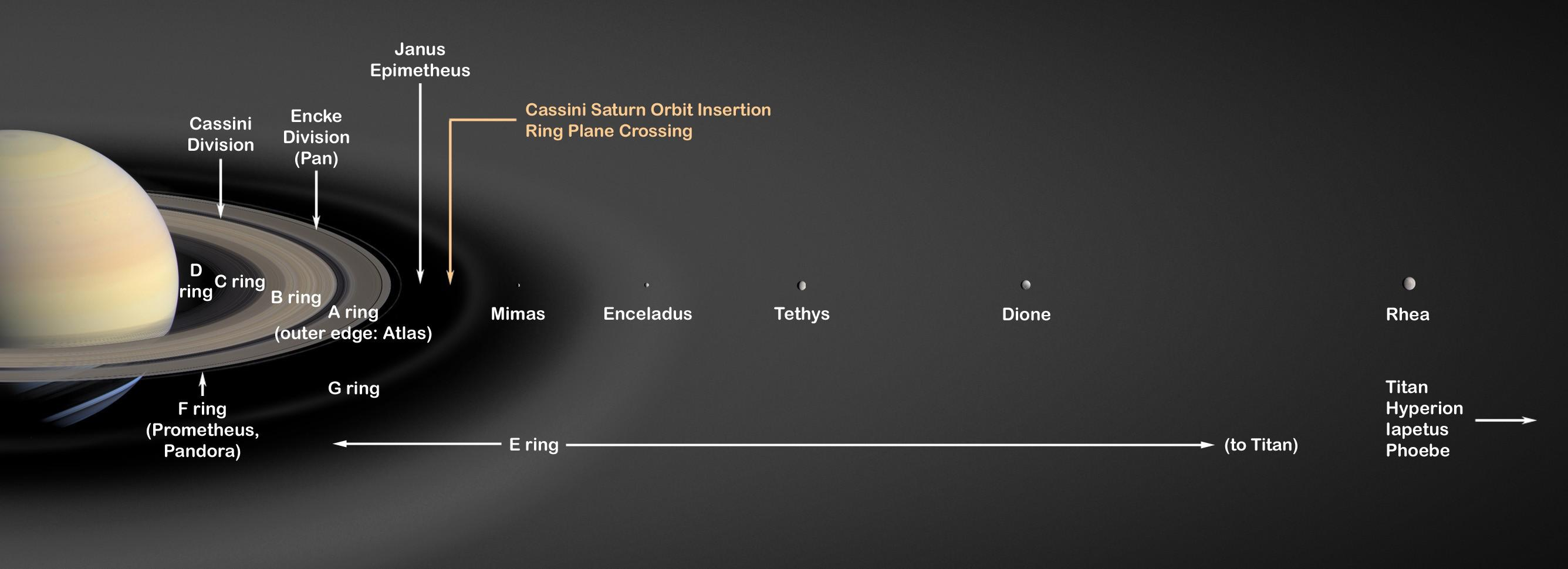
Infografía de los anillos de Saturno.

| Nombre              | Distancia al centro de Saturno (km) | Anchura (km) | Nombrado en honor de    |
| ------------------- | ----------------------------------- | ------------ | ----------------------- |
| Anillo D            | 67 000-74 500                       | 7500         |                         |
| Anillo C            | 74 500-92 000                       | 17 500       |                         |
| División de Colombo | 77 800                              | 100          | Giuseppe "Bepi" Colombo |
| División de Maxwell | 87 500                              | 270          | James Clerk Maxwell     |
| Anillo B            | 92 000-117 500                      | 25 500       |                         |
| División de Cassini | 117 500-122 200                     | 4700         | Giovanni Cassini        |
| División de Huygens | 117 680                             | 285-440      | Christiaan Huygens      |
| Anillo A            | 122 200-136 800                     | 14 600       |                         |
| División de Encke   | 133 570                             | 325          | Johann Encke            |
| División de Keeler  | 136 530                             | 35           | James Keeler            |
| Anillo R/2004 S 1   | 137 630                             | ?            |                         |
| R/2004 S 2          | 138 900                             | ?            |                         |
| Anillo F            | 140 210                             | 30-500       |                         |
| Anillo H            | 151 450                             | ?            |                         |
| Anillo G            | 165 800-173 800                     | 8000         |                         |
| Anillo E            | 180 000-480 000                     | 300 000      |                         |

## Anillo D

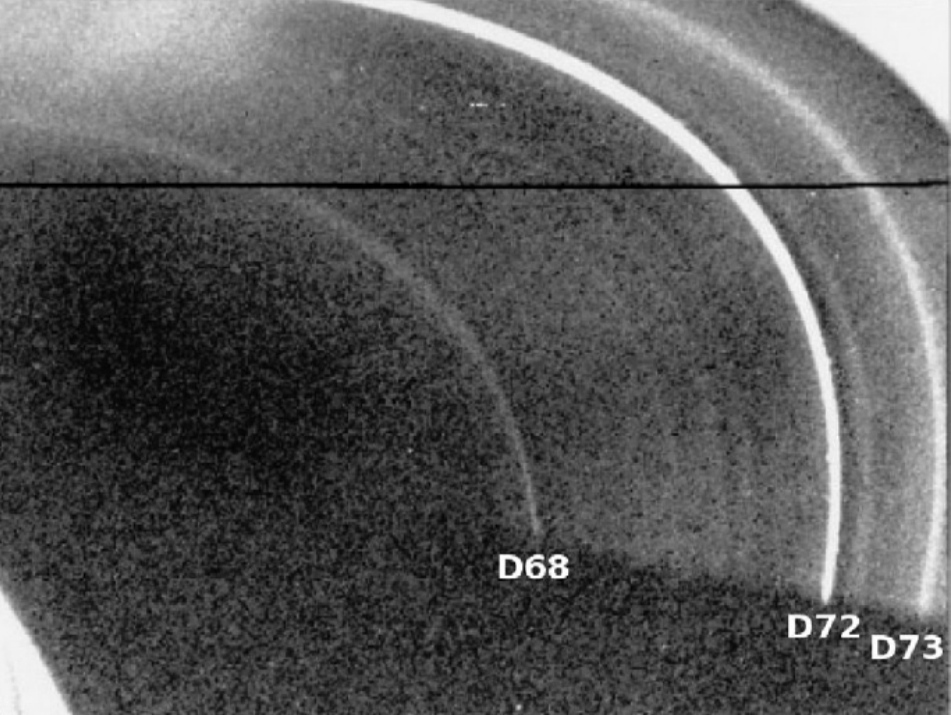
Las bandas del anillo D vistas por la Voyager 1.

El anillo D es el más cercano a Saturno y uno de los más tenues, lo que lo hace extremadamente difícil de observar desde la Tierra. Los primeros indicios de su existencia datan de 1969, con la detección e imágenes tomadas desde la Tierra de material interior al anillo C, a una distancia de 70 000 km de Saturno, sin embargo este material no se observó en el sobrevuelo al planeta de la sonda Pioneer 11 en 1979. Durante los años siguientes, las sondas Voyager 1 y Voyager 2 lograron observar el anillo, y distinguir en él bandas cuya densidad destacaba respecto al resto del anillo a las que se denominó D68, D72, y D73.
Con la llegada de la misión Cassini-Huygens a Saturno, se observó que estas estructuras habían evolucionado, destacando que la banda D72 se había hecho mucho más tenue. Además, Cassini observó la presencia de perturbaciones ondulatorias de 2 a 20 m de amplitud en el espacio entre D72 y el anillo C moviéndose hacia el exterior del anillo. Durante el equinoccio de 2009, estas ondas llegaron a alcanzar el borde interior del anillo B. Debido a que su longitud de onda decreció desde los 60 km a los 30 km desde 1995 a 2006, se cree que su origen se remonta a 1983, cuando el impacto de una nube de polvo con una masa de aproximadamente mil millones de toneladas proveniente de un cometa perturbase el anillo, desplazando sus fragmentos del plano ecuatorial de Saturno. Un efecto similar en los anillos de Júpiter se atribuye al impacto del cometa Shoemaker-Levy 9 en 1994.

## Anillo C
El segundo anillo más próximo a Saturno, de larga extensión pero tenue, descubierto en 1850 por William Cranch Bond y George F. Bond y por William Rutter Dawes y Johann Gottfried Galle paralelamente. Este anillo se ve también afectado por las ondulaciones que se originan en el anillo D, y contiene varias bandas y divisiones importantes.

### Brecha de Colombo y banda de Titán
En la zona interior del anillo se halla una zona de baja densidad conocida como la brecha de Colombo, en cuyo interior se encuentra una banda de material ligeramente elíptica conocida como la banda de Colombo o de Titán, debido a que se origina por una resonancia orbital con el satélite Titán. En esta zona, la precesión orbital de las partículas del anillo tiene el mismo periodo que la órbita de Titán, por lo que la zona más alejada de la banda siempre apunta al satélite.

### Brecha y banda de Maxwell
En la zonas exterior del anillo C se encuentra otra zona de baja densidad llamada la brecha de Maxwell, que contiene una banda de material del mismo nombre. Se ha comparado esta región con el Anillo ε de Urano, ya que ambas contienen perturbaciones ondulatorias en su interior; en el caso del Anillo ε, son debidas a los efectos de la gravedad del satélite Cordelia, pero no se ha encontrado ninguna relación entre las ondas de la banda de Maxwell y los satélites de Saturno.
Resonancias orbitales con los satélites de Saturno provocan la aparición de ondas de densidad en el anillo gobernadas por los mismos principios gravitacionales que los brazos de las galaxias espirales.

## Anillo B
El anillo B es el más grande, masivo y brillante de todo el sistema, con un espesor de no más de 10 m y una profundidad óptica varía de 0.4 a 5 según qué partes del anillo, lo que significa que en ciertas zonas, más del 99 % de la luz que pasa a través del anillo es bloqueada. Se descubrió en 1675, cuando Giovanni Cassini observó por primera vez la división que lleva su nombre entre los este anillo y el anillo A.

### Cuñas radiales

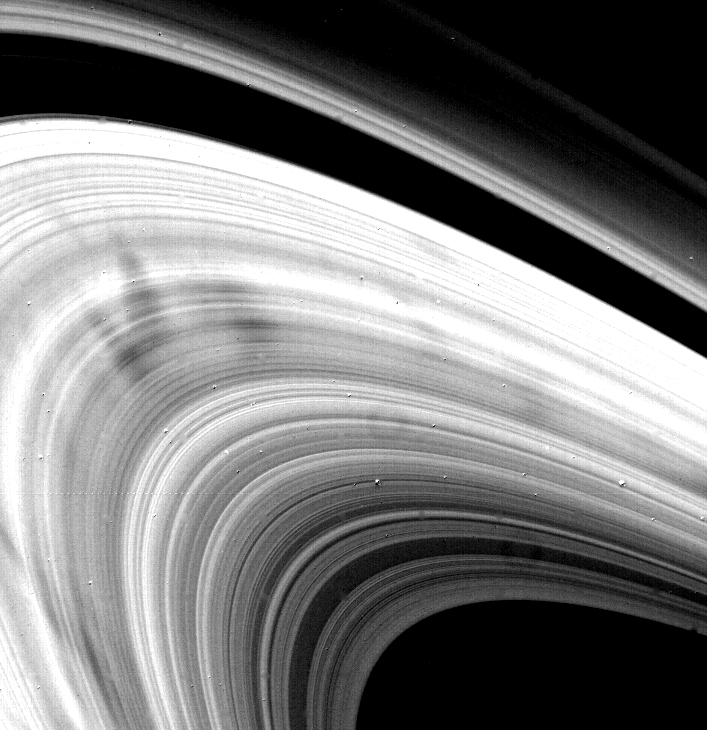
Cuñas radiales en el anillo B de Saturno.

En la parte central y más opaca del anillo B aparecen unas perturbaciones orientadas radialmente, en forma de cuña. Cada una de las cuales puede verse a lo largo de una fracción importante de las 10 horas que una partícula del anillo B invierte en realizar una revolución orbital. Mientras tanto, nuevas cuñas radiales están surgiendo esporádicamente en otras zonas del anillo. Comparadas con su entorno, las cuñas radiales aparecen brillantes en luz difundida hacia delante y oscuras en luz difundida hacia atrás. De ahí que las partículas de tamaños del orden de un micrómetro abunden en las cuñas radiales.
Cada parte de una cuña radial gira alrededor de Saturno a la misma velocidad que lo hacen las partículas del anillo a su distancia radial. Las porciones interiores se mueven a mayor velocidad; así, una cuña radial se va inclinando con el tiempo y llega a desaparecer. El extremo más estrecho (el "pincho") de cada cuña radial parece coincidir aproximadamente con la distancia desde Saturno a la cual el período de una partícula en órbita iguala al período de rotación del planeta Saturno. El campo magnético en Saturno está encerrado dentro del planeta; gira, por tanto, con él. De aquí que las fuerzas electromagnéticas sean parcialmente responsables de que existan cuñas radiales. A este respecto puede hacerse notar que se observaron brotes de estática de banda ancha. Los brotes parecen haberse originado en fuentes del anillo B, cerca de regiones donde la actividad de las cuñas era intensa. 
La observación de que la difusión de la luz en las partículas de las cuñas radiales del anillo B de Saturno ocurre predominantemente hacia delante permite deducir que las cuñas son concentraciones locales y transitorias de partículas del anillo, de un micrómetro de tamaño.

### "Montañas" en el borde del anillo

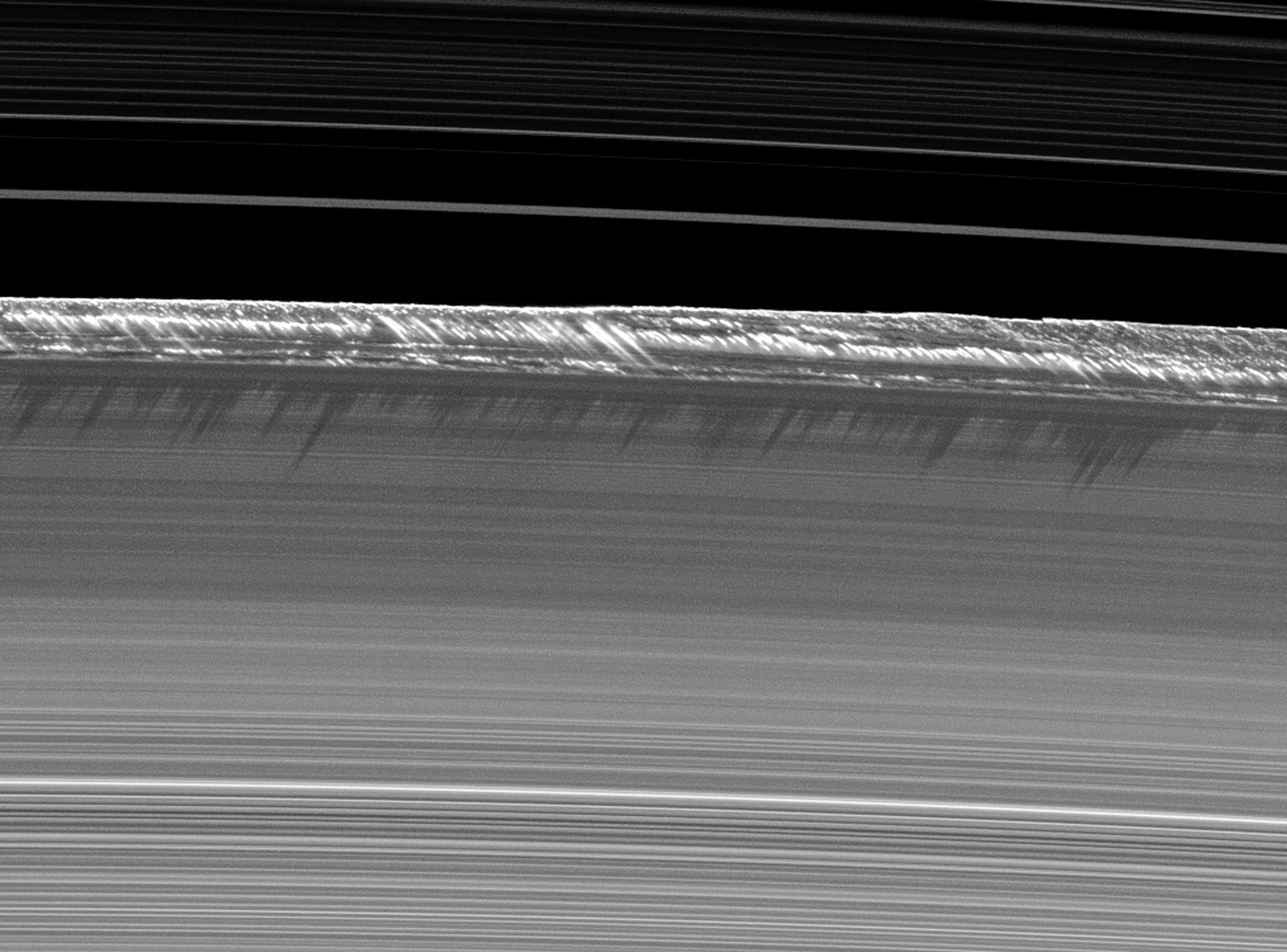
Montañas de hielo y rocas en el borde del anillo B observadas durante el equinoccio en Saturno, de modo que la luz solar incide paralela a los anillos.

Las imágenes obtenidas por la sonda Cassini muestran en el borde exterior del anillo unas grandes estructuras verticales que se elevan hasta 3.5 km sobre el plano del anillo. El origen de estas estructuras se encuentra en la que es la resonancia orbital más intensa de todo el sistema de anillos, la resonancia 2:1 con el satélite Mimas, cuya órbita se encuentra a 60 000 km de distancia del borde del anillo B. Cada cierto tiempo algunos fragmentos del interior del anillo que unen formando cuerpos más grandes, verdaderos pequeños satélites que migran hacia el exterior del anillo, una vez allí, la gravedad de Mimas los detiene y provoca su acumulación en el borde exterior, forzando su expansión por encima y por debajo del plano del anillo.

## División de Cassini

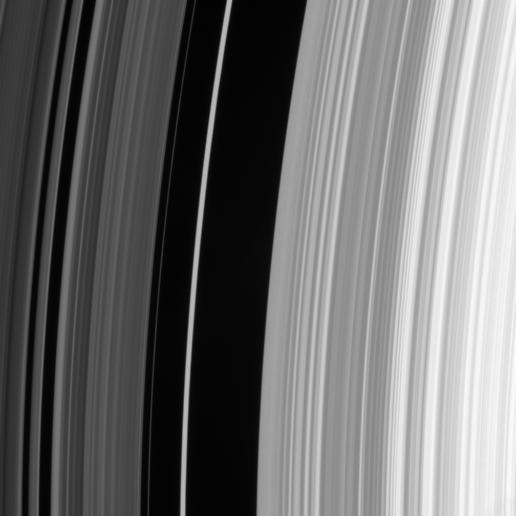
Brecha y banda de Huygens fotografiadas por Cassini

La división de Cassini es la primera gran división observada en los anillos de Saturno, descubierta por Giovanni Cassini en 1675 desde el observatorio de París; más tarde se descubriría con los sobrevuelos de las Voyager que no se trata en realidad de una región vacía, sino que contiene material más tenue similar al del anillo C. La división es originada por la resonancia 2:1 con Mimas, que tiene su máxima influencia en la brecha de Huygens

### Brecha de Huygens
La brecha de Huygens es una región de muy baja densidad en la parte interior de la división de Cassini, junto al anillo B, provocada por la misma resonancia con Mimas que provoca el abultamiento vertical de material del anillo B que la precede. La influencia gravitacional del anillo B sumada a la de Mimas crea en el interior de la brecha una banda de material (llamada banda de Huygens), con forma elíptica y que experimenta variaciones irregulares de su forma y profundidad óptica.
La división de Cassini contiene otras tantas brechas y bandas de material más pequeñas cuyo origen es desconocido.

## Anillo A
Hacia el lado exterior de la división de Cassini se encuentra el anillo A, el más alejado de los anillos visibles desde la Tierra, su grosor varía entre los 5 y los 30 m con una densidad superficial de 35 a 40vg/cm², y una profundidad óptica que varía de 0.4 a 0.9. El anillo se ve interrumpido por dos zonas de baja densidad, la brecha de Encke y la brecha de Keeler.
De forma similar al anillo B, el borde exterior del anillo A está gobernado por resonancias gravitacionales con los satélites de Saturno, más complejas en este caso, consistentes en una resonancia 7:6 con Jano y Epimeteo, una resonancia 5:6 con Mimas y varias resonancias con Prometeo y Pandora. También presenta ondas de densidad.
Observaciones de la sonda Cassini proporcionan evidencias de la formación de un nuevo satélite en el interior del anillo.

### Brecha de Encke
La brecha de Encke es una franja de baja densidad de 320 km de ancho en el interior del anillo A, a 133 590 km del centro de Saturno causada por la presencia del pequeño satélite Pan en el interior de la brecha. La sonda Cassini ha mostrado la presencia de al menos tres pequeñas bandas de material y ondas de densidad producidas por satélites exteriores a los anillos y por el propio Pan en los bordes de la brecha.

### Brecha de Keeler

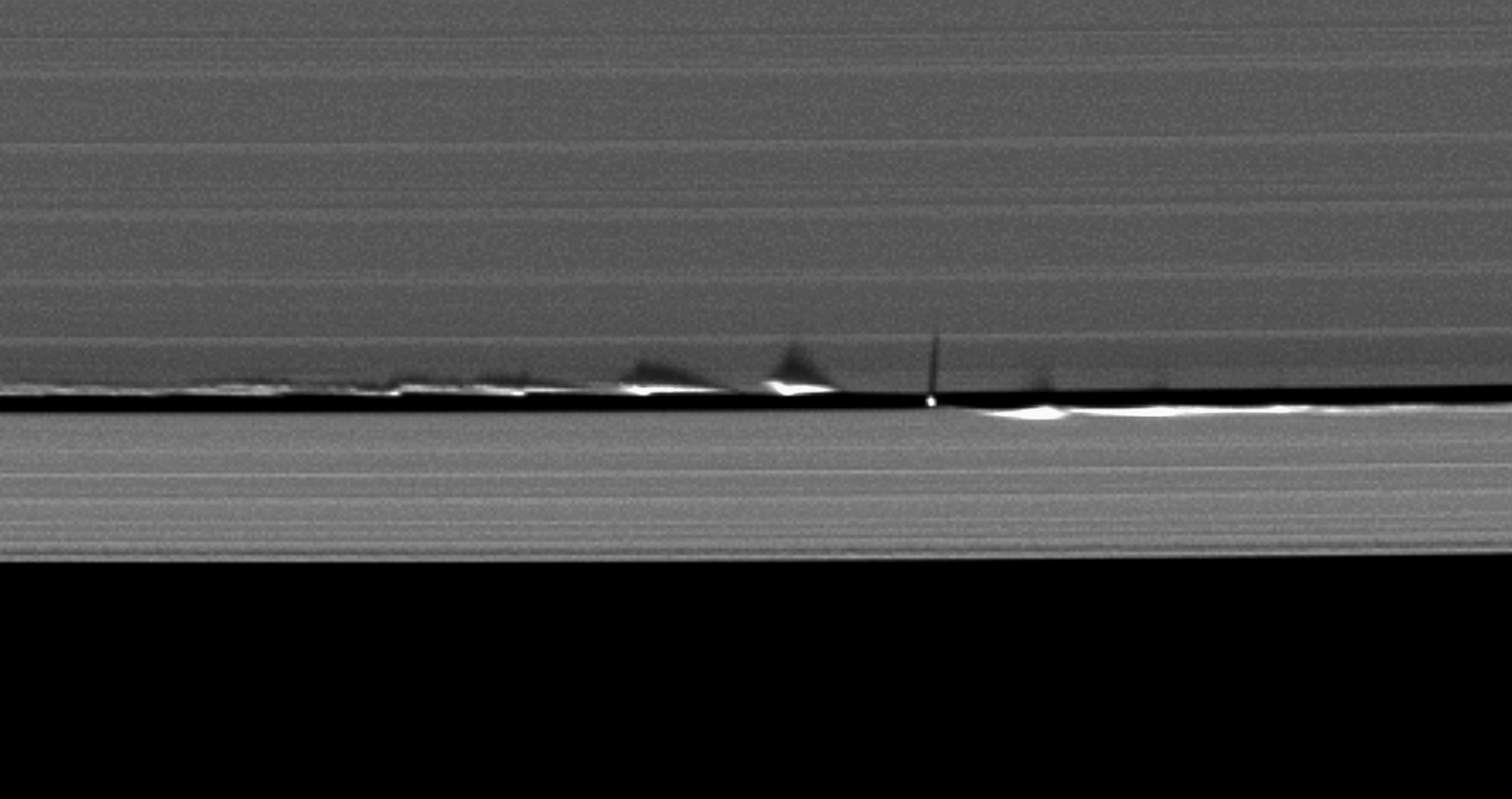
Dafne recorriendo la brecha de Keeler, se observan las elevaciones ondulatorias que produce a su paso en el anillo A.

La brecha de Keeler se encuentra próxima al borde exterior del anillo A y mide unos 40 km de ancho. El pequeño satélite Dafne órbita en el interior de la brecha e induce, debido a su órbita ligeramente elíptica ondas en sus bordes que debido a la ligera inclinación orbital de Dafne respecto al anillo, tienen una componente perpendicular que las hace elevarse hasta 1.5 km por encima y por debajo del plano.
La brecha de Keeler, descubierta por las sondas Voyager se nombró en honor del astrónomo James Edward Keeler, descubridor de la brecha de Encke, la cual a su vez él nombró en honor del astrónomo Johann Encke.

### Minisatélites

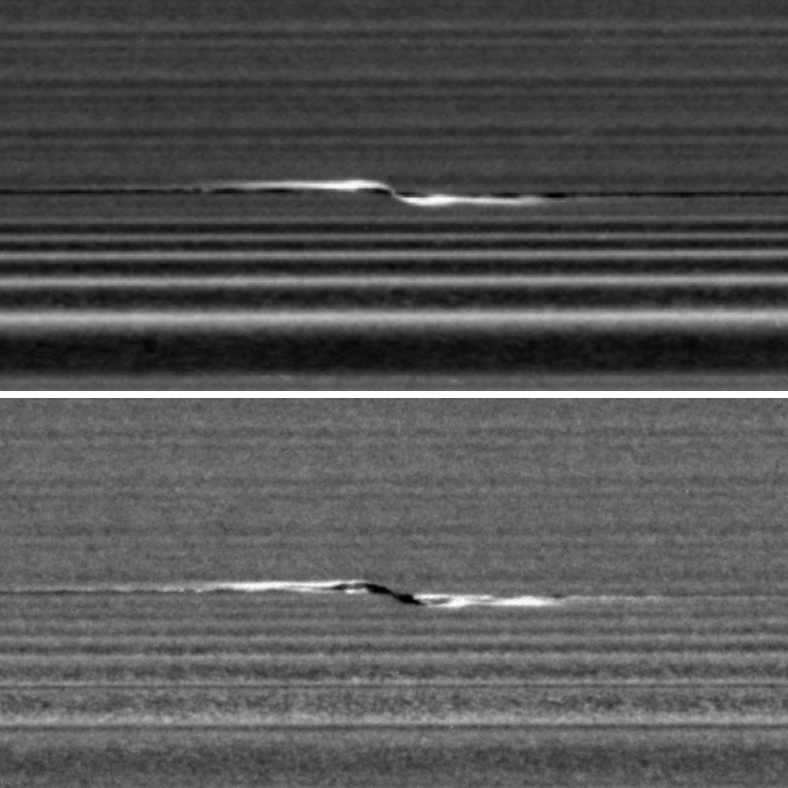
Vórctices creados por minisatélites en el anillo A al atraer su material a su campo gravitatorio.

En 2006, Cassini encontró cuatro pequeños satélites en imágenes del anillo A, su tamaño es de aproximadamente 100 m de diámetro, imposibles de ver de firma directa por las cámaras de la sonda, sin embargo Cassini observó las pertubaciones provocadas en los fragmentos del anillo siendo atraídos alrededor de estos mini satélites. Hoy en día se estima que el anillo contiene miles de estos objetos, en 2007 se descubrieron ocho más, revelando que se encuentran contenidos en una franja de unos 3000 km de ancho a 130 000 km del centro de Saturno, y en 2008 se descubrieron más de 100, uno de ellos se rastreó durante años y se le apodó Bleriot.

## División de Roche

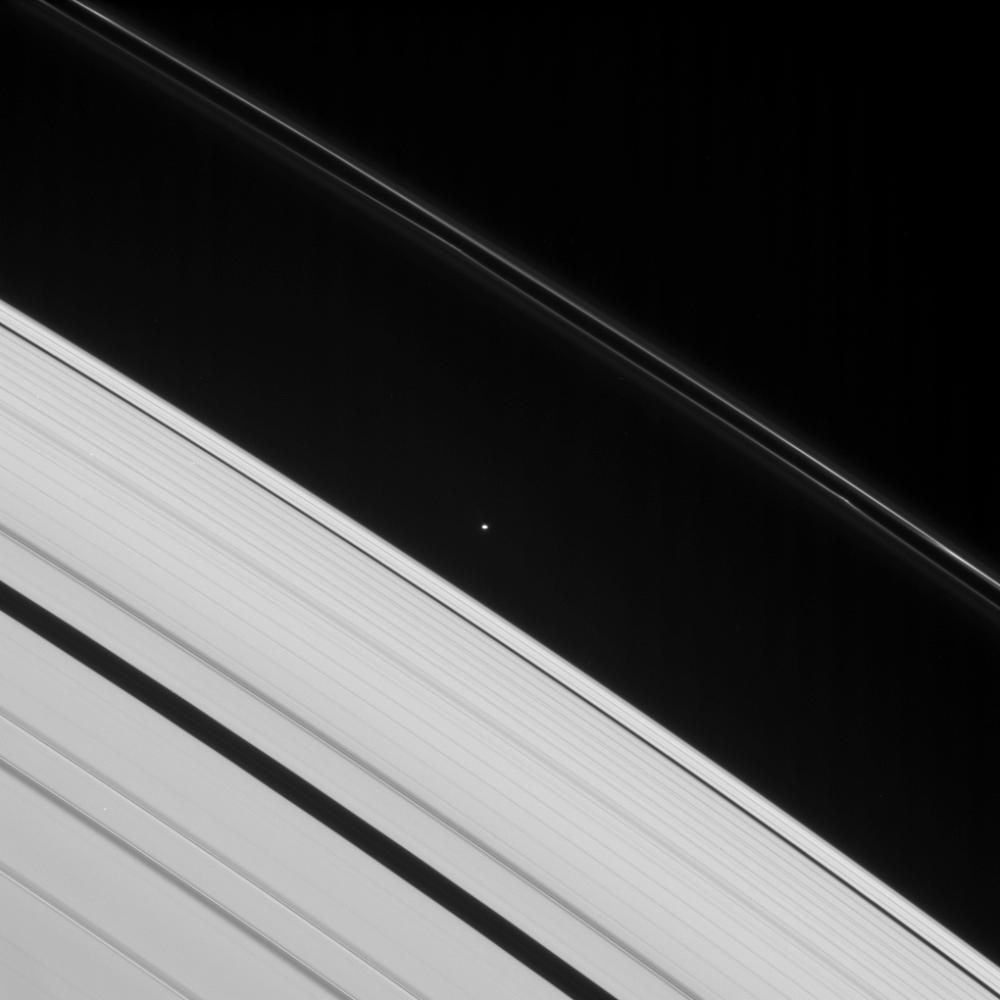
División de Roche entre los anillos A y F, es posible ver el satélite Atlas, además de las brechas de Encke y Keeler.

La división de Roche, nombrada en honor del astrónomo Édouard Roche comprende el espacio que hay en el borde exterior del anillo A y el anillo F.
Contiene una cantidad muy baja de material en comparación con la división de Cassini, pero destacan dos zonas descubiertas por la sonda Cassini con las designaciones temporales de R/2004 S 1, a la altura de la órbita de Atlas y R/2004 S 2, a la altura de la órbita de Prometeo

## Anillo F
El anillo F es un pequeño anillo de unos pocos cientos de km de ancho, a 3000 km de distancia del borde exterior del anillo A y es probablemente el anillo más activo del sistema solar. Se descubrió con el sobrevuelo a Saturno de la Pioneer 11. Está rodeado a cada lado por los satélites Prometeo y Pandora; tradicionalmente se han considerado satélites pastores del anillo F, pero existen estudios que sugieren que solo Prometeo contribuye al confinamiento del anillo. Simulaciones numéricas sugieren que quizá el anillo se formó cuando Prometeo y Pandora chocaron entre sí y liberaron restos al entorno.
Observaciones de la sonda Cassini sugieren que el anillo F se compone que un anillo central y una espiral de polvo a su alrededor. Muestran también que cuando Prometeo se aproxima al anillo en su apoapsis, roba material del anillo creando canales oscuros a través del anillo con 3.2° de separación entre sí.
En 2008 se detectaron perturbaciones que parecían provenir de pequeños mini satélites orbitando en las proximidades del anillo que atravesaban su núcleo constantemente a causa de la influencia gravitacional de Prometeo, uno de esos mini satélites se identificó como S/2004 S 6.

## Anillo de Febe
Mediante observaciones realizadas con el telescopio de infrarrojos Spitzer se ha podido determinar la existencia de un anillo mucho más exterior y débil que los antes mencionados, extendiéndose de manera asimétrica en un radio entre 6 millones de kilómetros y 12 millones de kilómetros, inclinado 27°  respecto al ecuador de Saturno, y cuya fuente puede ser la luna Febe.

## Galería

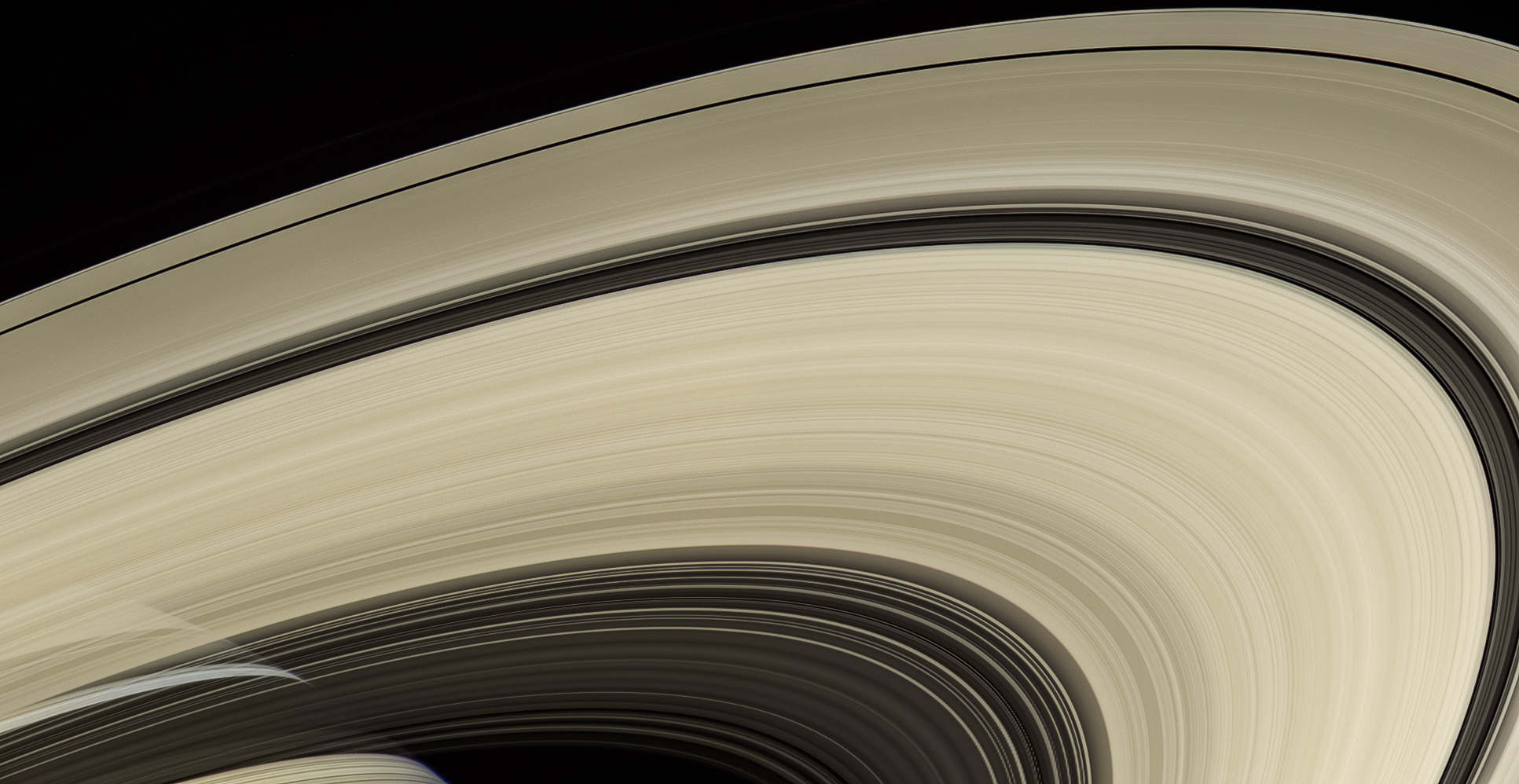
Saturno y sus anillos vistos por Cassini a una distancia de 720 000 km.
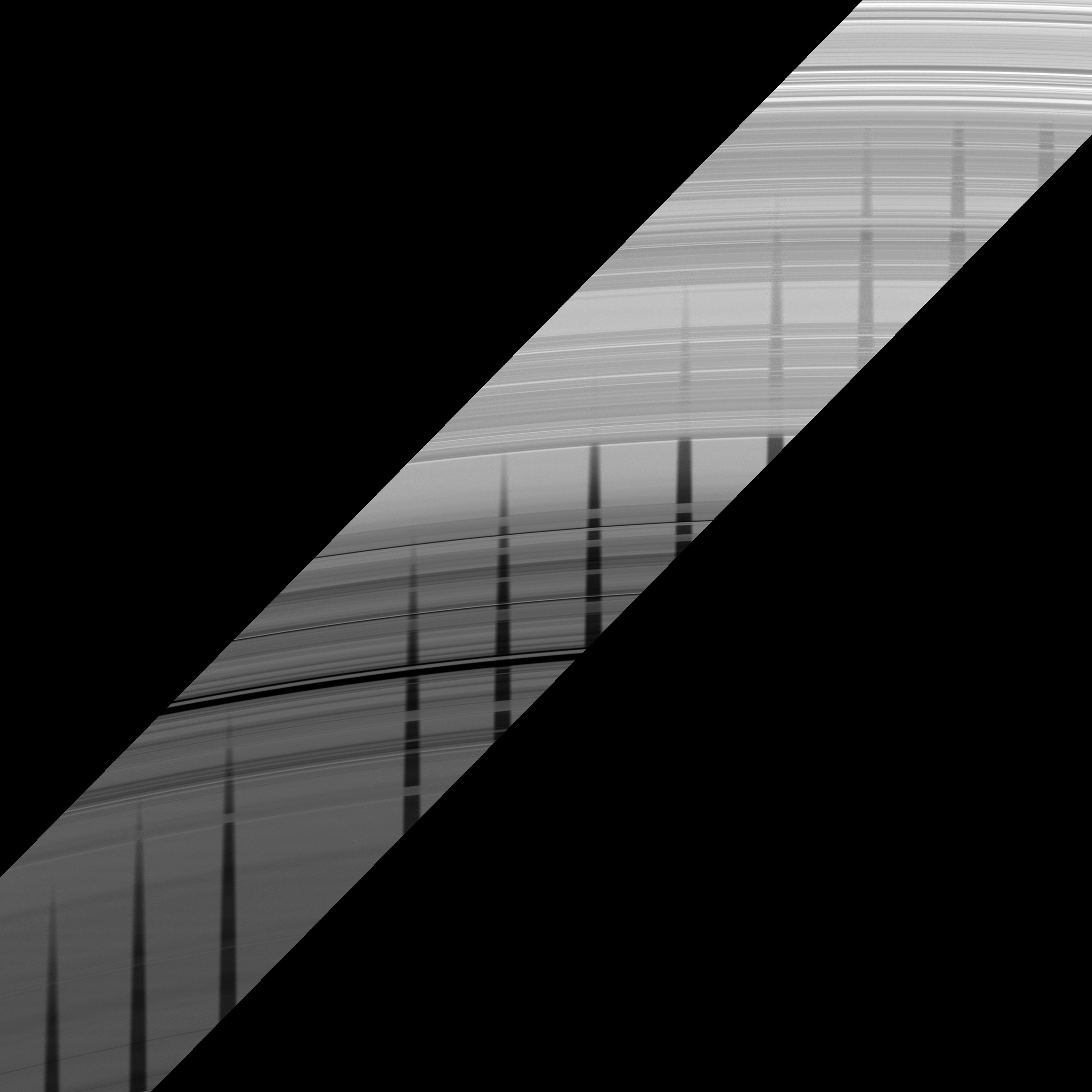
Mosaico de la región exterior del anillo C, mostrando varias vistas de sombra de Mimas, proyectadas desde el exterior de los anillos.
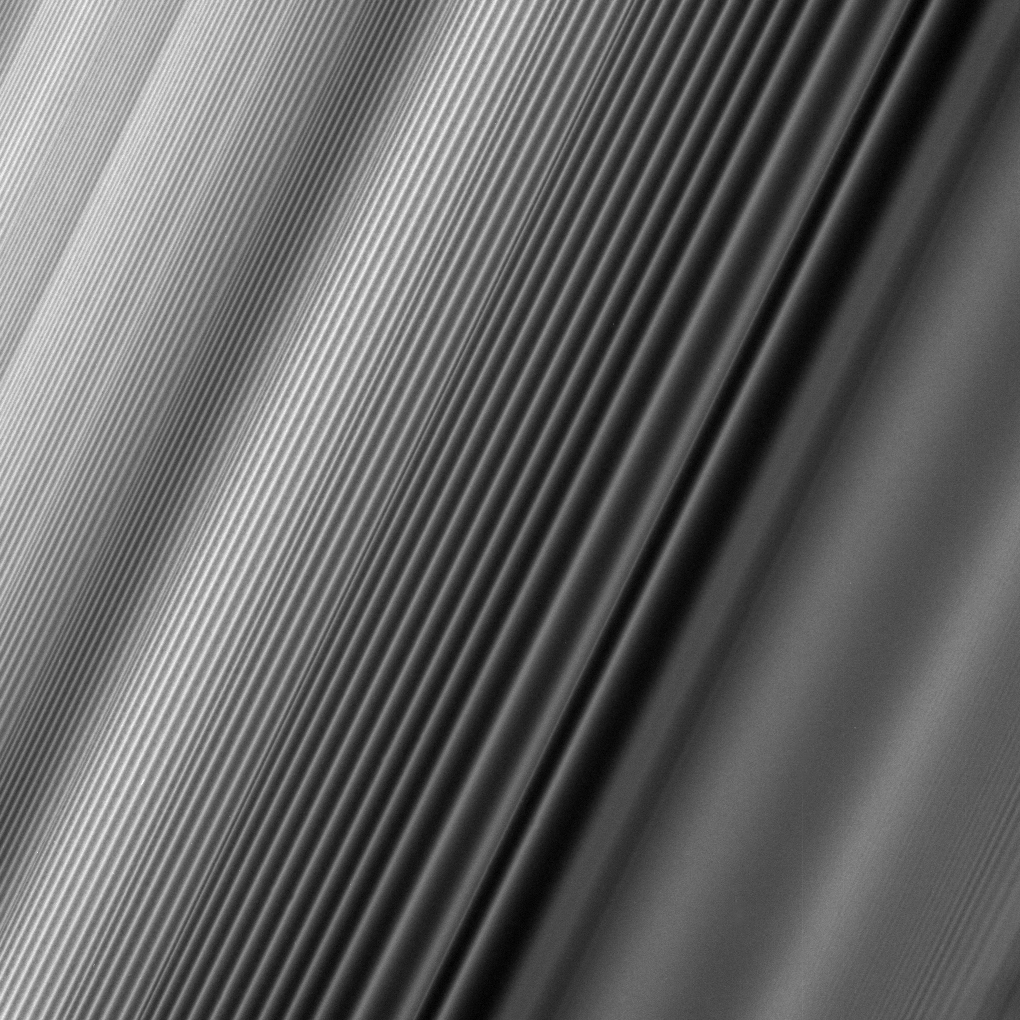
Ondas de densidad recorrriendo la región interior del anillo B, causadas por la resonancia 2:1 con Jano, la longitud de onda decrece según se aleja de la zona en resonancia
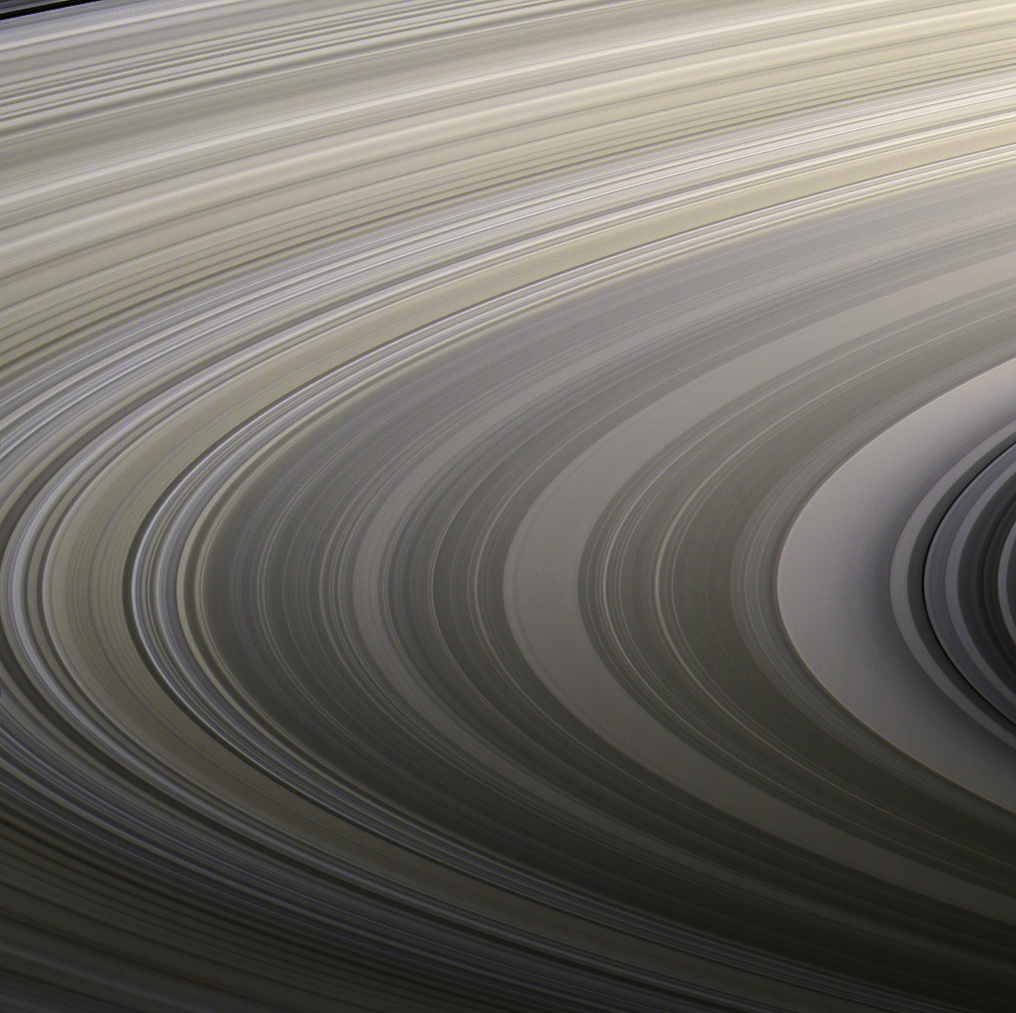
Imagen a color de los del borde exterior del anillo C (derecha) y el anillo B.
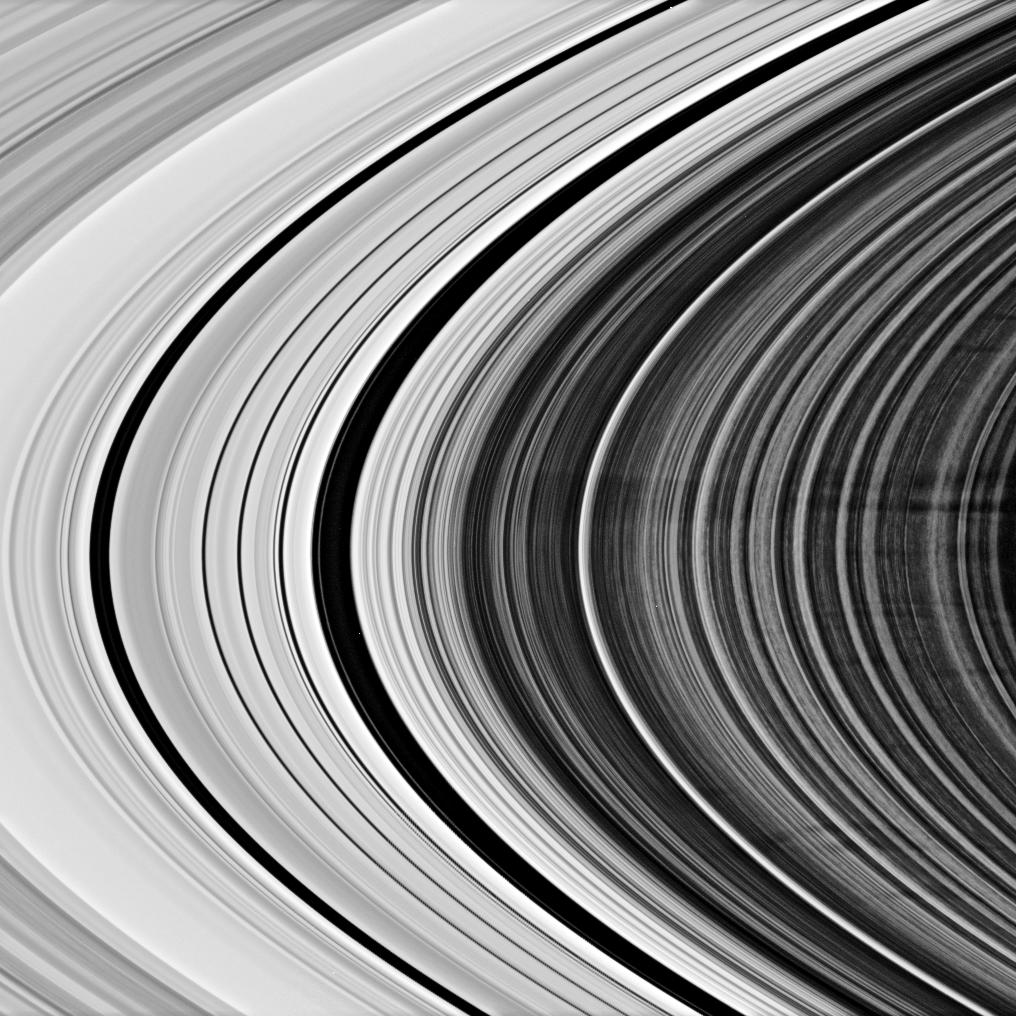
Sombras de las cuñas radiales del anillo B. Se observan dos bandas oscuras, siendo la más grande la brecha de Encke y las más delgada a la izquierda de la imagen la brecha de Keeler, pertenecientes a la división de Cassini.
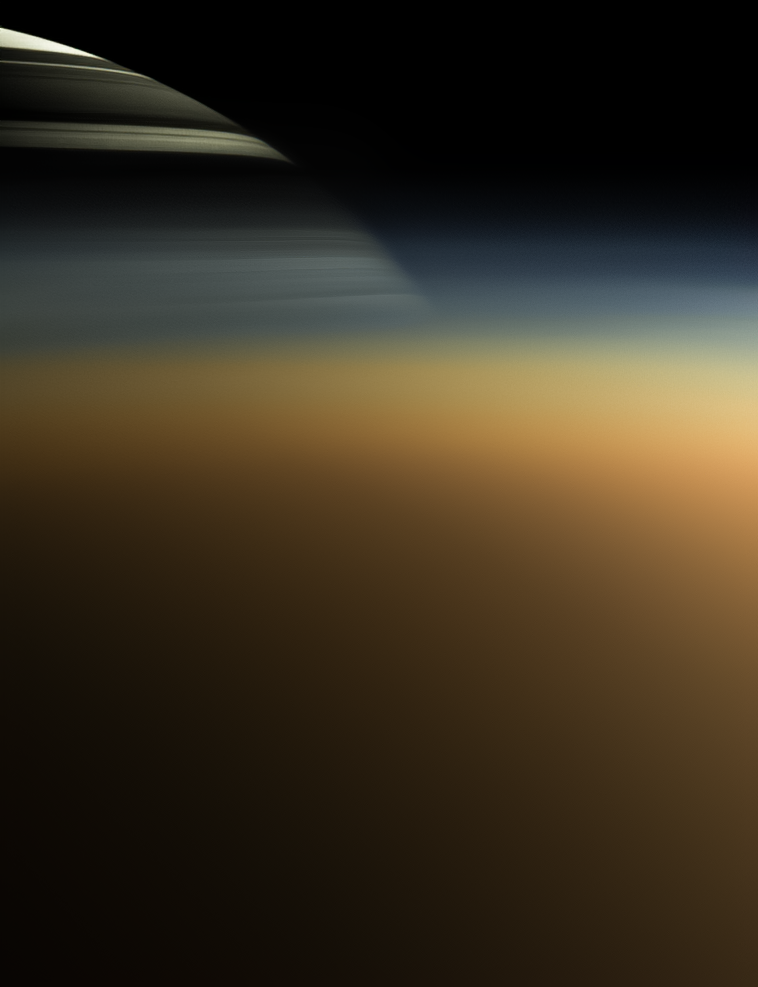
Anillos de Saturno vistos a través de la atmósfera de Titán.
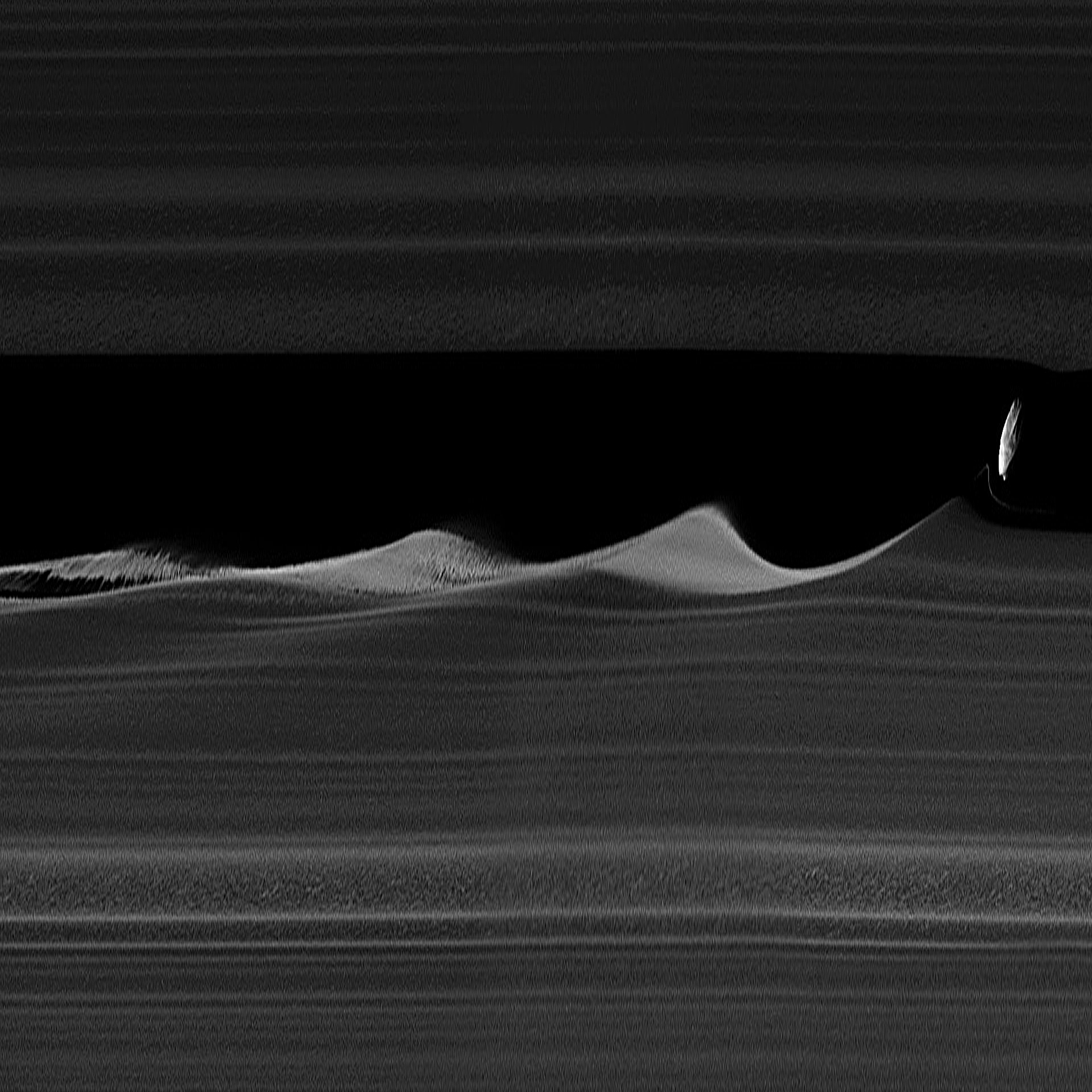
Dafne orbitando a través de la brecha de Keeler y provocando ondas verticales a su alrededor en el anillo A.
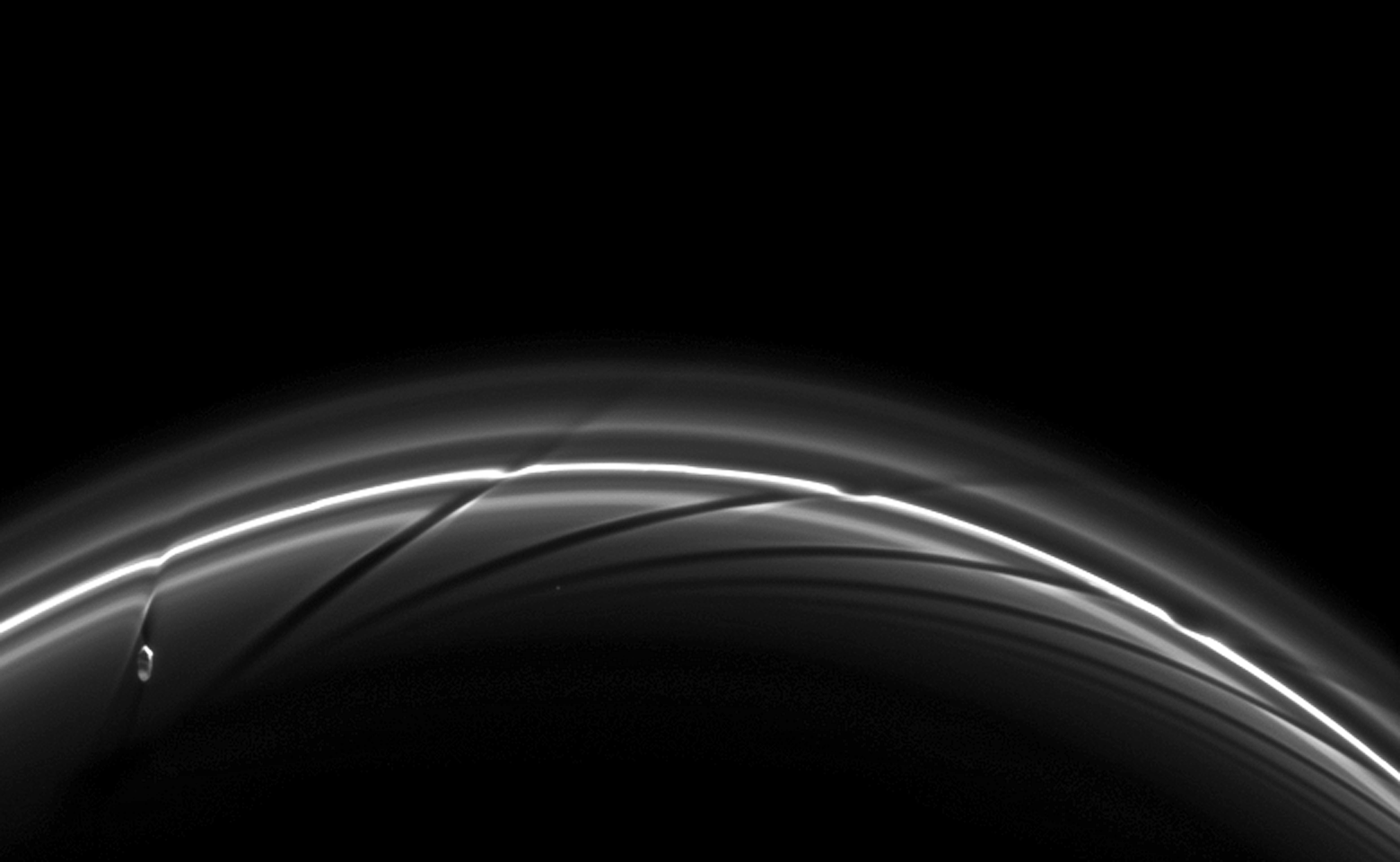
Bandas oscuras creadas por Prometeo a su paso cercano por el anillo F.
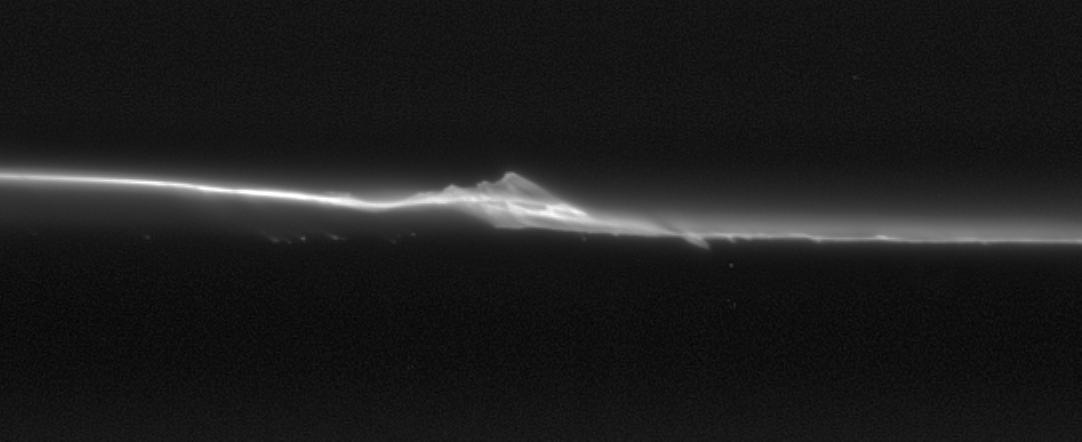
Perturbaciones en el anillo F, probablemente producidas por la presencia de minisatélites cruzando a través del mismo.